# 三条京阪駅
三条京阪駅（さんじょうけいはんえき）は、京都府京都市東山区大橋町にある、京都市営地下鉄東西線の駅。駅番号はT11。地下鉄開業以前の京阪京津線時代は三条駅または京津三条駅。
京阪電気鉄道（京阪）本線・鴨東線の三条駅と、地下の改札外コンコースを通じて繋がっている。ただし、京阪線から京津線を含む大津線エリア（その逆も）の区間に乗り換える場合は、一度当駅までの切符を購入・下車ののち、改めて目的地の切符を購入する必要がある（但し定期券については直接の乗り継ぎは可能である）。

## 歴史
駅施設は第三セクターである京都高速鉄道株式会社が建設した。
なお、京阪京津線の御陵駅から京津三条駅までが地下鉄東西線に置き換えられて廃止となった経緯から、当初は京津三条駅の後継にあたる当駅までの乗り入れを予定していた。しかし、当駅付近では折返線など運転のために必要なスペースが確保できなかったため、開業時は一駅先の京都市役所前駅までの乗り入れとなった（2008年の東西線延伸の際に一部列車の乗り入れ区間を太秦天神川駅まで延長）。

### 年表
- 1997年（平成9年）10月12日：京都市営地下鉄東西線の醍醐駅 - 二条駅間の開通と同時に開業[2][3]。
- 2007年（平成19年）4月1日：ICカード「PiTaPa」の利用が可能となる[2]。
- 2022年（令和4年）11月1日：改札口を無人化[4]。

## 駅構造
ホームは地下4層にある。他の東西線の駅と同様、島式ホーム1面2線を有し、ホームドアが設置されている。
トイレは改札内奥にある。
東西線の駅は駅ごとにステーションカラーが制定されており、当駅のステーションカラーは■牡丹色である。

### のりば
| のりば | 路線   | 方向 | 行先                                     |
| ------ | ------ | ---- | ---------------------------------------- |
| 1      | 東西線 | 下り | 京都市役所前・烏丸御池・太秦天神川方面   |
| 2      | 東西線 | 上り | 御陵・六地蔵／びわ湖浜大津方面（京津線） |

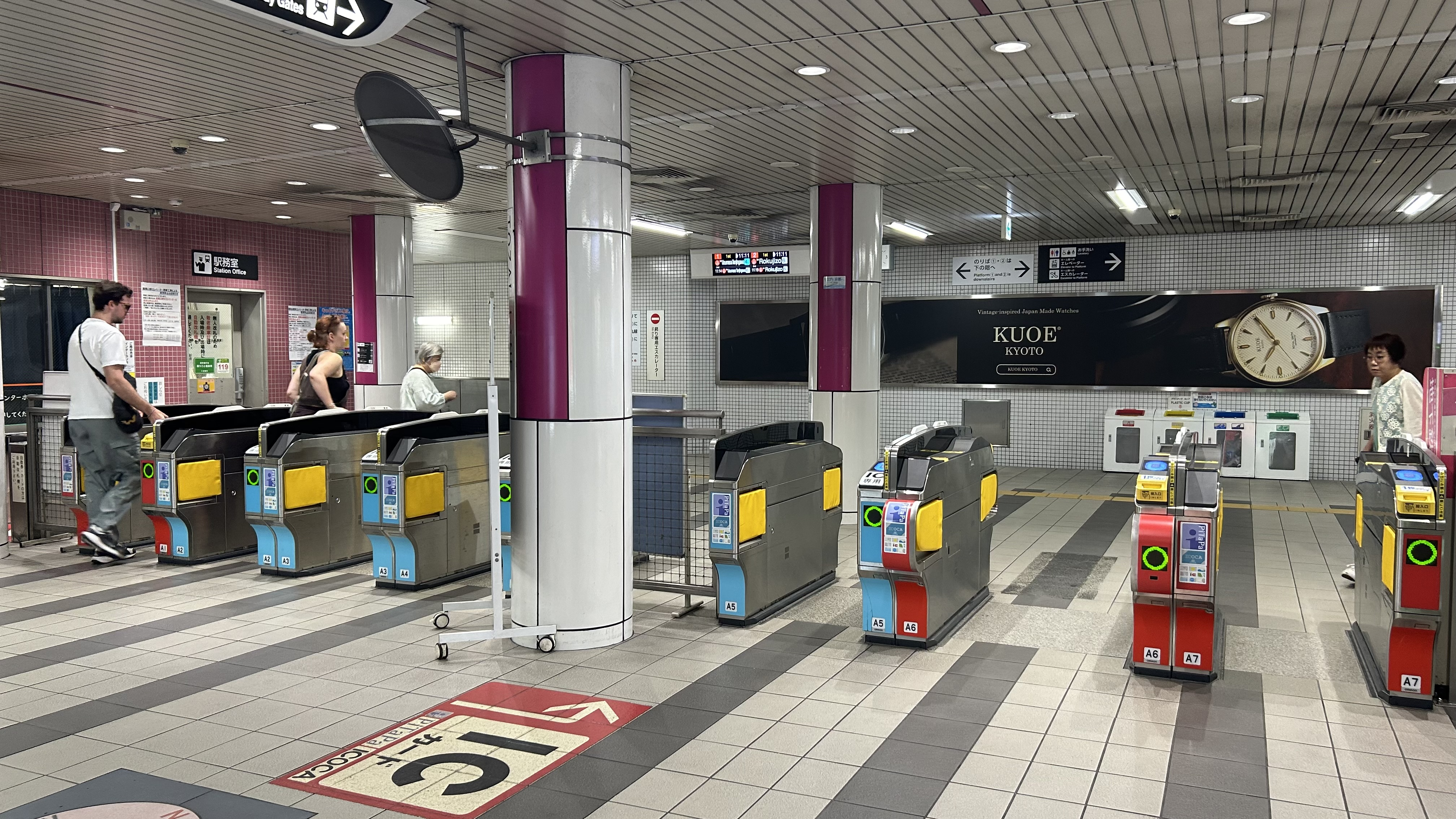
改札口
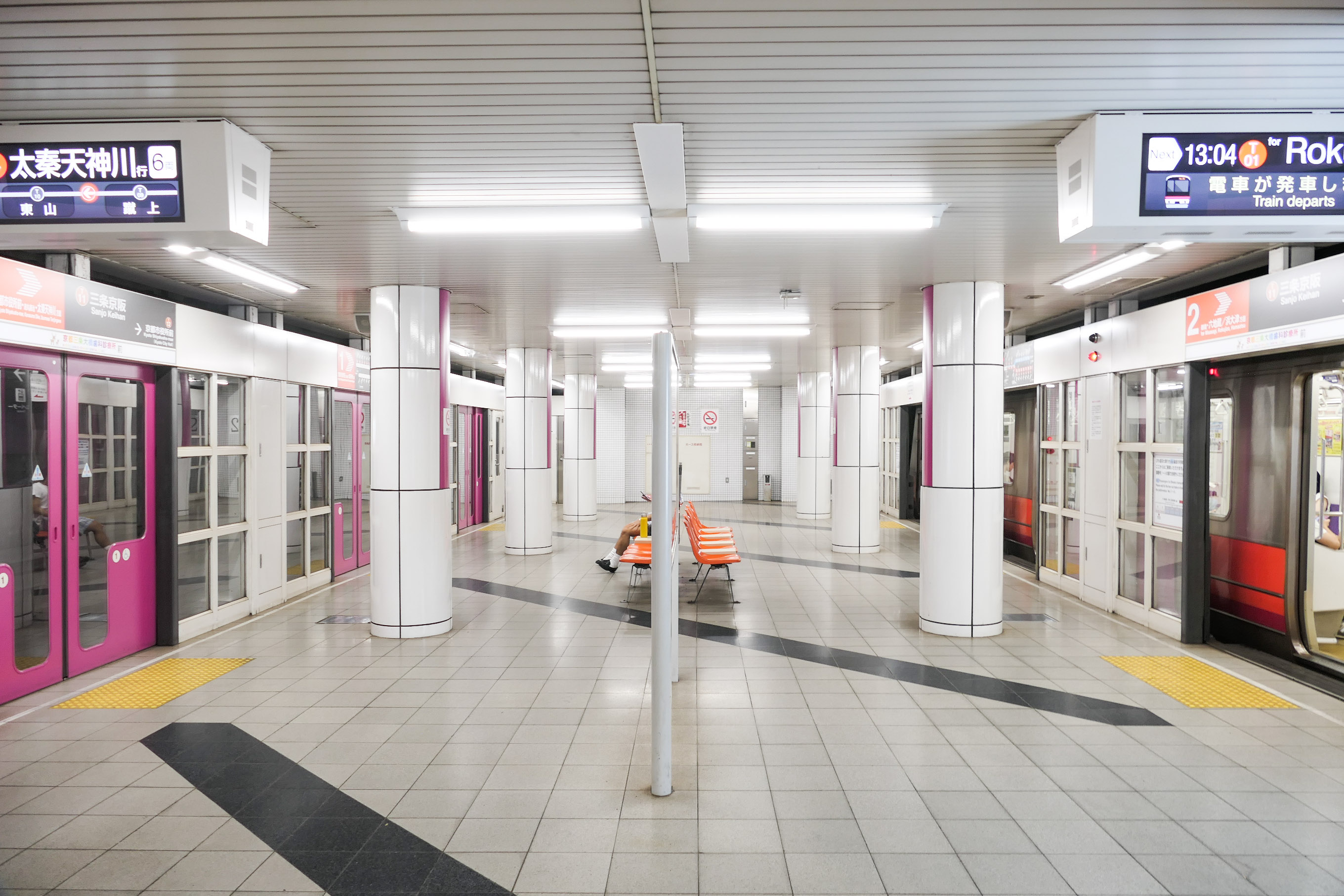
ホーム（2025年6月）
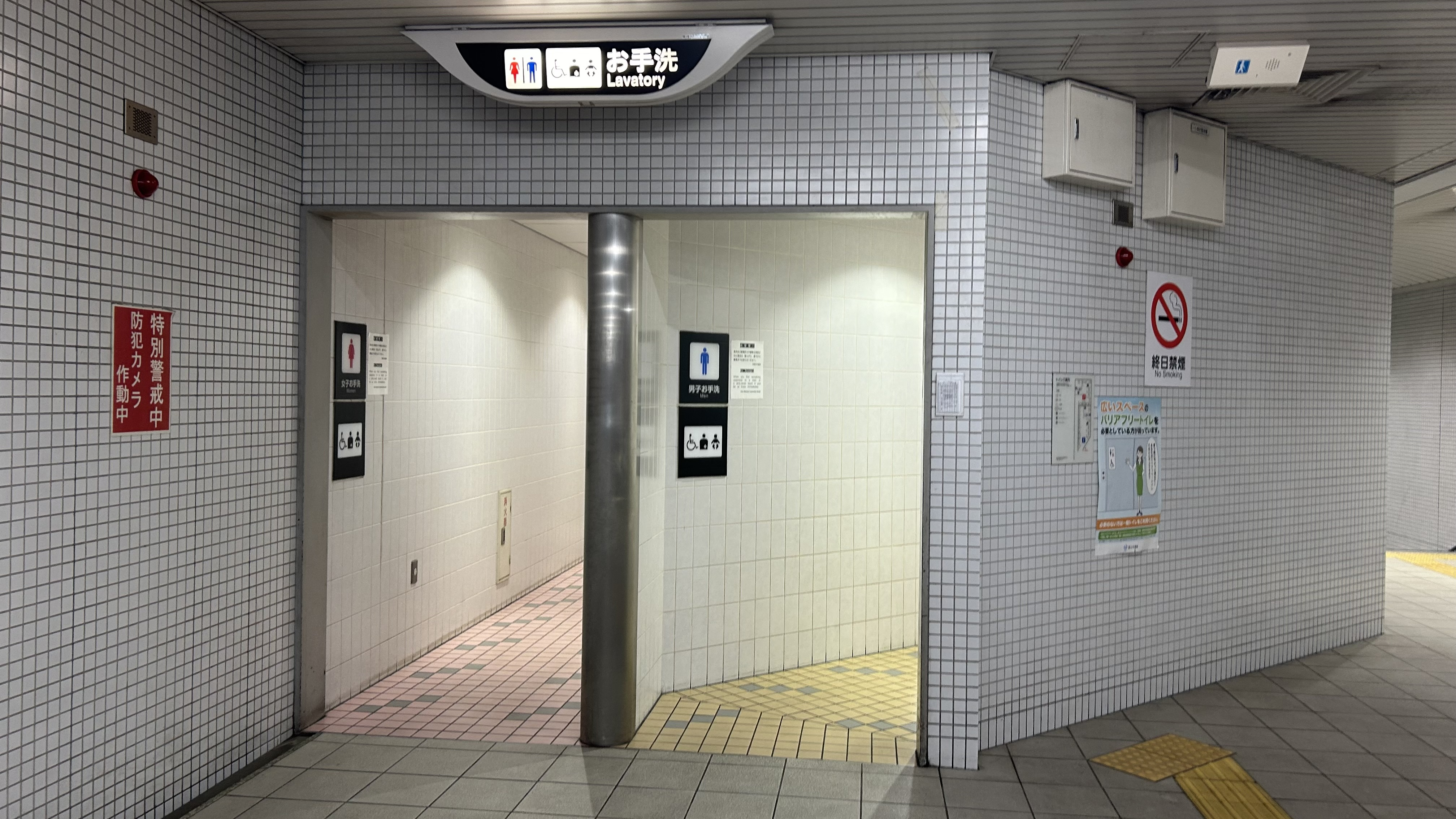
トイレ
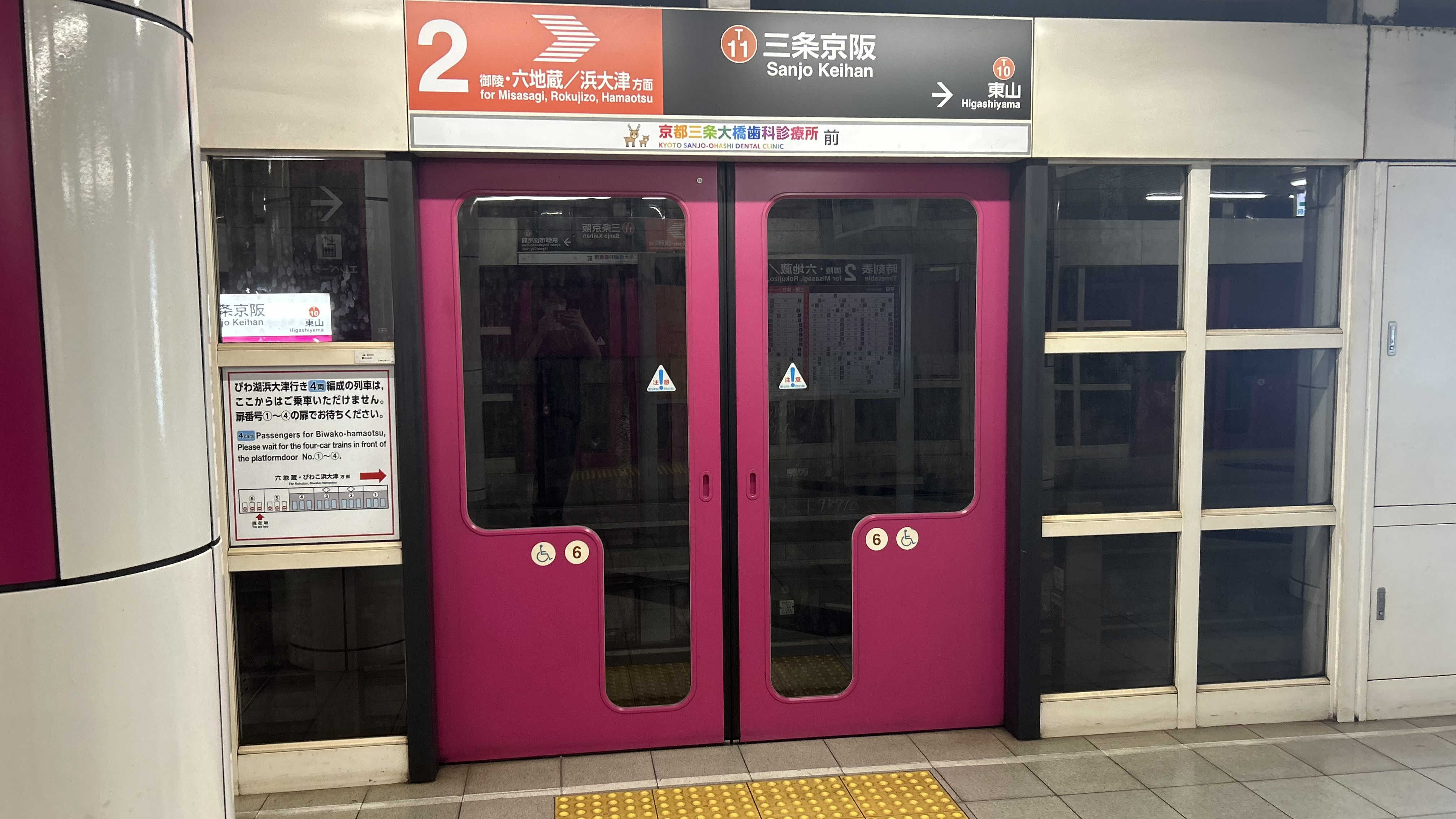
ホームドアと駅名標

### 出口
| 出口番号 | 方角 | 出口周辺                   | 接続改札 | 備考             |
| -------- | ---- | -------------------------- | -------- | ---------------- |
| 2        | 南   | 南座・三条大橋交番・建仁寺 | 改札口   | エレベーターあり |
| 1        | 北   | 花見小路・頂妙寺           | 改札口   |                  |
| 連       | -    | 京阪三条駅                 | 改札口   |                  |

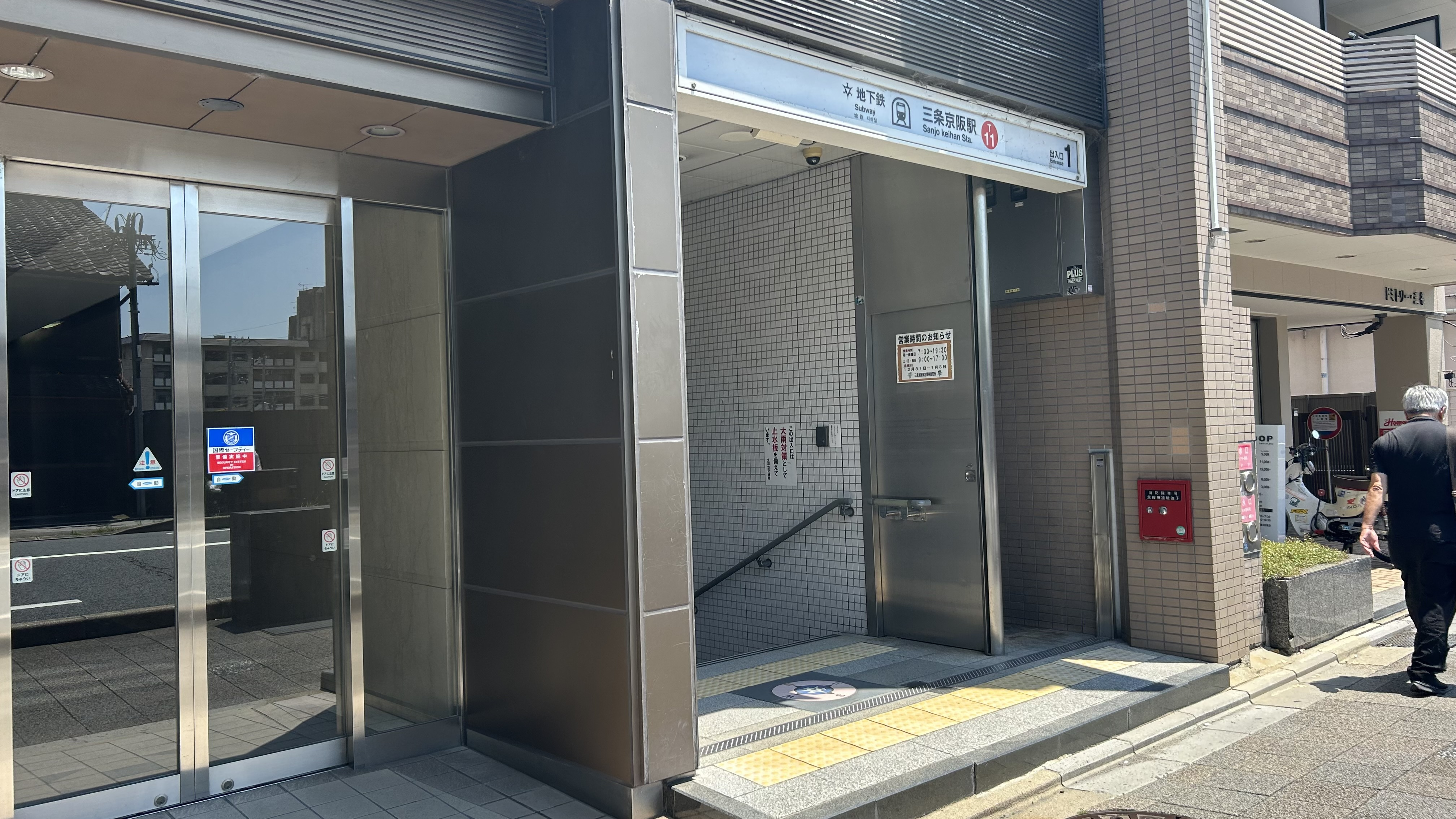
1番出入口
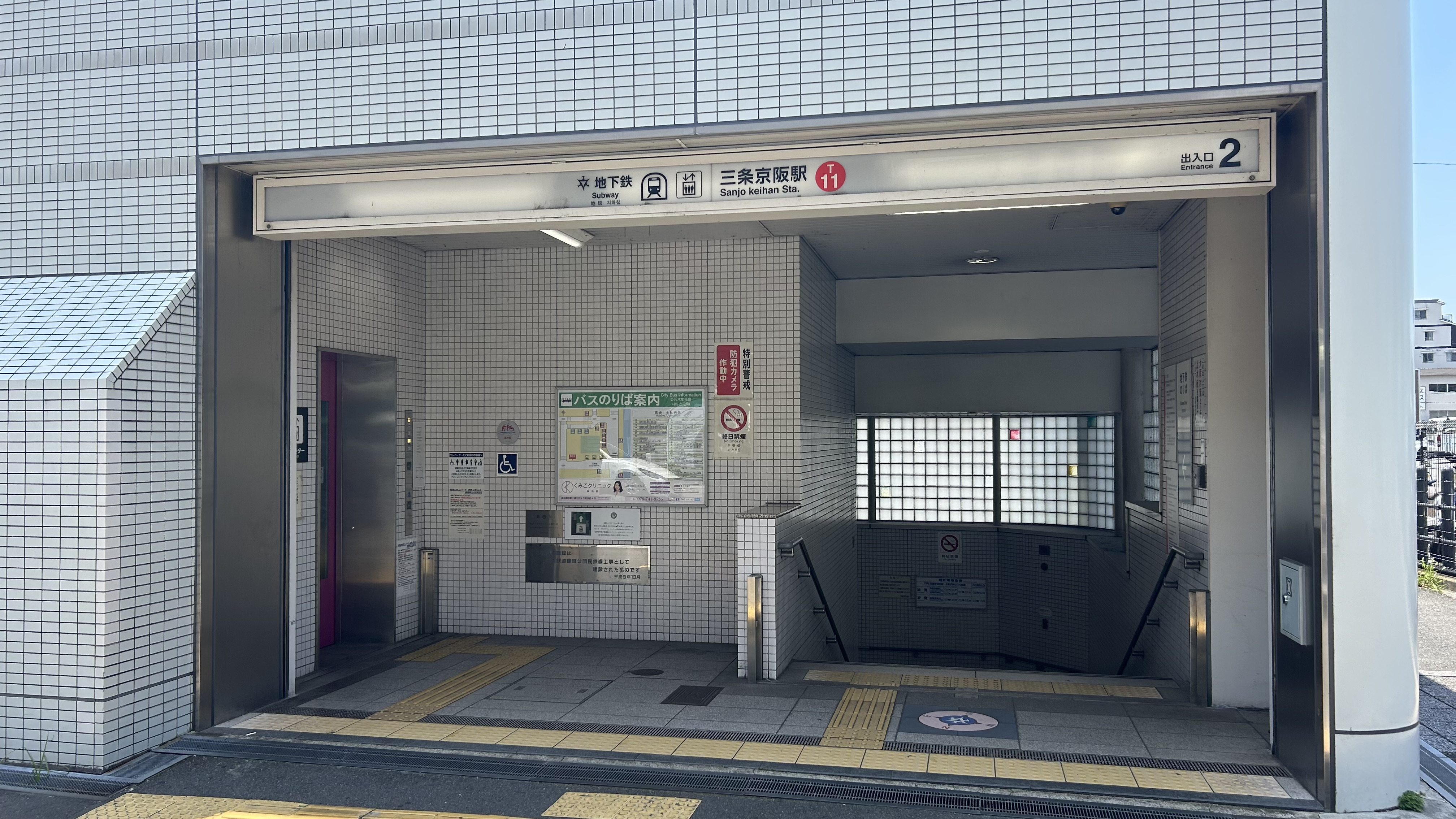
2番出入口

## 利用状況
2024年度の1日平均乗降人員は24,994人である。
近年の1日平均乗降・乗車人員の推移は下記の通り。
| 年度               | 1日平均 乗降人員 | 1日平均 乗車人員 |
| ------------------ | ---------------- | ---------------- |
| 1998年（平成10年） |                  | 17,987           |
| 1999年（平成11年） | 31,987           | 16,059           |
| 2000年（平成12年） | 29,709           | 14,894           |
| 2001年（平成13年） | 28,371           | 14,235           |
| 2002年（平成14年） | 26,758           | 13,401           |
| 2003年（平成15年） | 26,527           | 13,081           |
| 2004年（平成16年） | 25,709           | 12,715           |
| 2005年（平成17年） | 24,451           | 12,068           |
| 2006年（平成18年） | 23,509           | 11,751           |
| 2007年（平成19年） | 23,314           | 11,788           |
| 2008年（平成20年） | 24,772           | 12,476           |
| 2009年（平成21年） | 24,168           | 12,080           |
| 2010年（平成22年） | 23,976           | 11,980           |
| 2011年（平成23年） | 23,986           | 11,985           |
| 2012年（平成24年） | 23,880           | 11,931           |
| 2013年（平成25年） | 23,588           | 11,787           |
| 2014年（平成26年） | 24,373           | 12,179           |
| 2015年（平成27年） | 25,515           | 12,751           |
| 2016年（平成28年） | 25,875           | 12,931           |
| 2017年（平成29年） | 26,816           | 13,402           |
| 2018年（平成30年） | 27,025           | 13,506           |
| 2019年（令和元年） | 27,096           | 13,539           |
| 2020年（令和02年） | 19,210           | 9,651            |
| 2021年（令和03年） | 20,604           | 10,356           |
| 2022年（令和04年） | 22,600           | 11,281           |
| 2023年（令和05年） | 23,918           | 12,222           |
| 2024年（令和06年） | 24,994           |                  |

## 駅周辺
地下鉄開業以前から、バス停の名称や地域名として「三条京阪」と呼ばれている。これは周辺の地名ではなく、京阪三条駅前のことを三条通京阪前と呼んでいたものが変化したもの。なお、京阪の駅名は三条駅となっており、「京阪」を冠しない。

## 隣の駅
京都市営地下鉄
 東西線
東山駅 (T10) - 三条京阪駅 (T11) - 京都市役所前駅 (T12)
- 括弧内は駅番号を示す。